# Shady Grove (comtat de Pawnee)
Shady Grove és un poble del comtat de Pawnee, a l'estat d'Oklahoma, als Estats Units d'Amèrica.

## Demografia
Segons el cens dels Estats Units del 2000 Shady Grove tenia 44 habitants, 18 habitatges, i 14 famílies. La densitat de població era de 849,4 habitants per km².
Dels 18 habitatges en un 33,3% hi vivien nens de menys de 18 anys, en un 50% hi vivien parelles casades, en un 22,2% dones solteres, i en un 16,7% no eren unitats familiars. En l'11,1% dels habitatges hi vivien persones soles el 5,6% de les quals corresponia a persones de 65 anys o més que vivien soles. El nombre mitjà de persones vivint en cada habitatge era de 2,44 i el nombre mitjà de persones que vivien en cada família era de 2,67.
Per edats la població es repartia de la següent manera: un 29,5% tenia menys de 18 anys, un 6,8% entre 18 i 24, un 20,5% entre 25 i 44, un 29,5% de 45 a 60 i un 13,6% 65 anys o més.
L'edat mediana era de 38 anys. Per cada 100 dones de 18 o més anys hi havia 93,8 homes.
La renda mediana per habitatge era de 32.500 $ i la renda mediana per família de 50.625 $. Els homes tenien una renda mediana de 46.250 $ mentre que les dones 40.625 $. La renda per capita de la població era de 23.688 $. Cap de les famílies i el 9,1% de la població estaven per davall del llindar de pobresa.